# 6789 Milkey
A 6789 Milkey (ideiglenes jelöléssel 1991 RM6) a Naprendszer kisbolygóövében található aszteroida. Eleanor F. Helin fedezte fel 1991. szeptember 4-én.